# Garjak
 Garjak je naselje (selo) koje se nalazi par kilometara od  grada Vrlike.

## Zemljopisni položaj
Naselje Garjak se nalazi gotovo u cijelosti na malom poluotoku koji se nalazi na sjeverozapadnoj obali jezera Peruća. Poluotočić na kojem se nalazi naselje Garjak s jedne strane dijelom od obale odvaja velika uvala a s druge strane druga uvala u koju se ulijeva rijeka Cetina koja nakon par kilometara toka od izvora dolazi do jezera u toj uvali.
Najbliža naselja su mu Podosoje, Vinalić i Kosore.

## Stanovništvo
Naselje Garjak kao i većina naselja ovoga kraja Zagore bilježi drastičan pad broja stanovnika a razlozi tom su migriranje stanovnika u veće okolne gradove Vrliku, Sinj, Split i Knin radi lakšeg zapošljavanja i pristupačnijeg školovanja, prometna izoliranost, neuređena infrastruktura (prometnice, telefonija, vodovod i kanalizacija) te odumiranje starijeg stanovništva koje je ostalo u naselju.
| broj stanovnika | 601   | 571   | 541   | 614   | 726   | 854   | 875   | 967   | 790   | 819   | 323   | 247   | 192   | 141   | 87    | 88    | 54    |
|                 | 1857. | 1869. | 1880. | 1890. | 1900. | 1910. | 1921. | 1931. | 1948. | 1953. | 1961. | 1971. | 1981. | 1991. | 2001. | 2011. | 2021. |

## Povijest
U NOB-u tijekom Drugog svjetskog rata sudjelovalo je 10 stanovnika.

## Zanimljivosti
Pri naselju Garjak se nalaze najbolje plaže za kupače na jezeru Peruća koje se odlikuju blagim padom terena i šljunkovitom obalnom crtom te su mamac za kupače iz okolnih mjesta tijekom sezne kupanja najčešće kroz ljetne mjesece lipanj, srpanj i kolovoz kada temperatura vode u jezeru dosegne razinu koja je prihvatljiva za kupanje.